# Charliepapa
Charliepapa es una banda de rock de garage venezolana formada en Mérida en 2001 e integrada por Mattia Medina (guitarra y voz), Osheye Rebolledo (bajo y coros), Felix Hoffmann (batería) y Jonathan Bellomo (guitarra).

## Historia

### Quinta Giulianay Festival Nuevas Bandas
Nombrados así por las letras CP del Alfabeto fonético aeronáutico, a lo largo de los años fueron confeccionando su propio sonido, y para la culminación del 2008 el entonces trío lanzó su primer sencillo de manera independiente en las radios venezolanas, «Cacute». Este les dio su primera incursión en las listas pop rock en todo el país, alcanzando el primer lugar durante una semana en estaciones de radio como la La Mega, una de las estaciones más importantes del país.
El primer álbum de Charliepapa, Quinta Giuliana, lanzado también en 2008, incorporó a Jonathan Bellomo como guitarrista. Este disco lo componen once temas que resumen siete años de su vida musical. Fue producido por los mismos integrantes de Charliepapa y cuenta con la asesoría musical de Gilberto Rebolledo, así como colaboraciones de Miguel Molina (Tumbador), Jonathan Bellomo, David “El zancudo” Peña (Ensamble Gurrufío), Lorenzo Leal, entre otros. Este álbum fue grabado en Tumbador Estudios, Caracas, por Carlos Imperatori (Dioslepague y Tumbador), y masterizado en Massive Mastering, Chicago, Estados Unidos. 
A mediados del 2009 fue lanzado el segundo sencillo, «Galileo», que se posicionó en el primer puesto en Las diez estelares de La Mega por dos semanas consecutivas, así como también entre los 10 primeros lugares de la cartelera Pop rock del Record Report.
Ese mismo año, Charliepapa participó en el Festival Nuevas Bandas, uno de los festivales más prestigiosos de Venezuela, en el cual obtuvieron una mención honorífica.

### 20.000 leguas cuadriláteras
En el 2010 emprendieron un proceso de producción junto a Carlos Imperatori (productor de Los Paranoias) y Camilo Froideval, ganador de un Grammy Latino, grabando el nuevo en material en Caracas (Tumbador Estudios), México D.F. (Estudios Topetitud) y Texas (Sonic Ranch), donde fue mezclado y masterizado. El álbum fue publicado a principios del 2011 bajo el nombre de 20000 leguas cuadriláteras.
Este disco fue bien recibido por la crítica venezolana, logrando posicionar en los primeros puestos 6 sencillos en las radios del país, además de una gira de más de 60 shows entre 2011 y 2013.[cita requerida]
En mayo de 2013 Charliepapa publicó en su canal de YouTube un documental llamado Las últimas leguas, el cual resumió la grabación y la gira del álbum 20.000 leguas cuadriláteras, de donde se desprendió el sencillo «Zamuro» (en vivo) que alcanzó el número uno a nivel nacional en las principales radios del país.

### Y/O
A finales del 2013 y hasta febrero de 2014 la banda se concentró en un nuevo material discográfico bajo la producción de Carlos Imperatori, Rudy Pagliuca (productor de La Vida Boheme, Malanga, Viniloversus) y Héctor Castillo (productor de Gustavo Cerati, Caramelos de Cianuro). Fue lanzado oficialmente el 19 de mayo de 2015 bajo el nombre de Y/O, al cual lo antecedieron los cortes promocionales «Astrómetra» y «Merlina», seguidos por «Bengala», cuyo videoclip fue inspirado en la película GoldenEye y filmado en Barcelona, España.
En septiembre de 2015 Charliepapa recibió tres Premios Pepsi Music por “Artista Rock del Año”, “Canción Rock del Año" y “Mejor Video” por «Astrómetra». La banda consiguió dos nominaciones a los Latin Grammy 2015 a "Álbum Rock del Año" con su disco Y/O y "Canción Rock del año" con su canción «Astrómetra».
En 2019 la banda publicó los sencillos «Párpados» y «Filósofo» y en 2020 publicaron «Ganas de más».

## Miembros
- Mattia Medina (guitarra y voz)
- Osheye Rebolledo (bajo y coros)
- Felix Hoffmann (batería)
- Jonathan Bellomo (guitarra)

### Miembros anteriores
- Ernesto Añez (guitarra y voz)
- Darío Sosa (guitarra)
- Giovanni Mazzocca (bajo)

## Discografía
- Quinta Giuliana (2008)
- 20000 leguas cuadriláteras (2011)
- Y/O (2015)